# Nanna Aakjær
Nielsine Juliane (Nanna) Aakjær née Krog le 23 janvier 1874 à Store Døes Manor et morte le 4 août 1962 à Skive, est une menuisière et sculpteuse sur bois danoise. Elle participe au design et à la décoration intérieure de Jenle (da), la résidence sur la péninsule de Salling où elle vit avec son mari Jeppe Aakjær après leur mariage en 1907. Nanna Aakjær est également active dans l'Association pour le suffrage des femmes, organisant des réunions à Jenle à partir de 1908,. Les réunions festives populaires à Jenle qu'elle initie en 1910 se poursuivent encore aujourd'hui au début du mois d'août. 

## Biographie

### Ascendance et jeunesse
Nielsine Juliane Krog née à Store Døes Manor près de Holstebro le 23 janvier 1874. Elle est la fille d'Andreas Jensen Krog, un menuisier, et de Maren Jensdatter Døes qui ont eu 15 enfants, dont six sont décédés dans l'enfance. Dans sa famille, les filles ont droit à la même éducation que les garçons. Elle apprend la menuiserie et la sculpture sur bois avec de son père qui exerce dans un atelier du manoir familial. En raison de sa mauvaise santé, il déménage dans une petite maison du quartier où elle lui tient compagnie et l'aide dans son travail. 
Après la mort de son père en 1887, alors âgée de 13 ans, elle s'occupe d'enfants d'amis de la famille à Skærum Mølle près de Vemb alors que le reste de la famille déménage à Copenhague. Elle rejoint finalement sa famille à Copenhague où, après une formation de menuisier avec ses frères, elle obtient un diplôme de menuisier de la Tegne- og Kunstindustriskolen pour Kvinders en 1895. Elle poursuit ses études à l'école technique de Stockholm. Grâce à deux bourses, elle part en voyage d'étude à Londres et suit un cours de l'école des métiers d'art du Château de Nääs à Göteborg. À Londres, elle se familiarise avec les tendances artistiques européennes, et découvre les problèmes sociaux et politiques auxquels sont confrontées les femmes en Angleterre. En 1898, elle retourne vivre chez sa mère à Copenhague, et travaille comme sculpteur sur bois qualifié. 

### Couple et enfants
En 1902, elle rencontre l'écrivain Jeppe Aakjær. Ils tombent amoureux, mais le divorce de Jeppe avec Marie Bregendahl dure et leur mariage a finalement lieu à l'hôtel de ville de Copenhague le 25 avril 1907,. C'est Nanna Krog qui fait les premiers dessins de Jenle, avant de confier le travail de conception architecturale à son ami Povl Baumann. Elle conçoit également les intérieurs colorés. Nanna et Jeppe emménagent à Jenle immédiatement après leur mariage et y vivent jusqu'à leur mort. Nanna et Jeppe Aakjær ont eu deux enfants : Solveig Bjerre et Espen Aakjær. 

### Kvindevalgretsforeningen
Nanna Aakjær était également active dans la Kvindevalgretsforeningen, l'Association pour le suffrage des femmes danoises, et elle organise des réunions à Jenle à partir de 1908. Les réunions festives à Jenle qu'elle a initiées en 1910 ont encore lieu chaque année au début du mois d'août. 

### Fin de vie
Après la mort de son mari le 22 avril 1930, Nanna continue de vivre à Jenle jusqu'à ce qu'elle vende le manoir à sa fille Solveig en 1961. Elle meurt à l'hôpital de Skive le 4 août 1962.